# بيلي جاي شتاين
بيلي جاي شتاين (بالإنجليزية: Billy Jay Stein)‏ هو ملحن وعازف بيانو أمريكي، ولد في 2 فبراير 1970 في ذا برونكس في الولايات المتحدة.